# François Gemenne
Dr. sc. François Gemenne (1980.) belgijski je predavač, znanstvenik i publicist te stručnjak za pitanja geopolitike okoliša.
Doktorat iz političkih znanosti stekao je na Fakultetu političkih znanosti u Parizu (poznatom kao Sciences Po) te na Sveučilištu u Liègeu. Na Sveučilištu u Louvainu završio je diplomski studij iz područja razvoja, okoliša i društvenih pitanja, a na Londonskoj školi ekonomije, na kojoj je kasnije također predavao, stekao je diplomu magistra iz političkih znanosti.
François Gemenne, čija su specijalnost politike prilagodbe klimatskim promjenama te migracije stanovništva uzrokovane promjenama u okolišu i prirodnim katastrofama, predaje na Slobodnom sveučilištu u Bruxellesu, Sveučilištu u Versaillesu i na Fakultetu političkih znanosti u Parizu.
Proveo je brojna terenska istraživanja, primjerice u New Orleansu nakon uragana Katrina, na arhipelagu Tuvalu, u Kini, Kirgistanu, na Maldivima, na Mauricijusu i u Japanu.
Sudjelovao je u brojnim međunarodnim istraživačkim projektima u ovom području te je koordinirao jedno od prvih istraživanja o političkim i društvenim posljedicama katastrofe u Fukushimi. Radio je kao konzultant pri Međunarodnoj organizaciji za migracije, Azijskoj banci za razvoj te Svjetskoj banci.
U izdavačkoj kući Sciences Po zadužen je za područje održivog razvoja. Također je predsjednik Ecosphere, europske promišljajuće skupine koja se bavi ljudskim pravima i okolišem. 
Na francuskoj televiziji i radiju redovito gostuje kao stručnjak za utjecaj klimatskih promjena na stanovništvo.
Svoje je radove objavljivao u više međunarodnih znanstvenih časopisa među kojima su Science i Global Environmental Change.

## Djela
- Kontroverze o klimatskim promjenama: znanost i politika (koautori Edwin Zaccai i Jean-Michel Decroly), Presses de Sciences Po, 2012., na francuskom;
- Predviđanje u svrhu prilagodbe: novi izazov klimatskih promjena (koautori Laurence Tubiana i Alexandre Magnan), Pearson, 2010., na francuskom;
- Geopolitika klimatskih promjena (Armand Colin, 2009., na francuskom);
- Nacije i njihove povijesti : konstrukcije i reprezentacije (koautor Susana Carvalho), Palgrave Macmillan, 2009., na engleskom

## Vanjske poveznice
- Službena stranica Françoisa Gemennea
- Intervju s Françoisom Gemenneom (na francuskom)  Arhivirana inačica izvorne stranice od 26. travnja 2015. (Wayback Machine)
- Službena stranica projekta Devast (na engleskom)  Arhivirana inačica izvorne stranice od 7. listopada 2014. (Wayback Machine)
- Službena stranica udruge Ecosphere (na engleskom)  Arhivirana inačica izvorne stranice od 17. prosinca 2014. (Wayback Machine)